# Liste des municipalités d'Uusimaa de l'Est

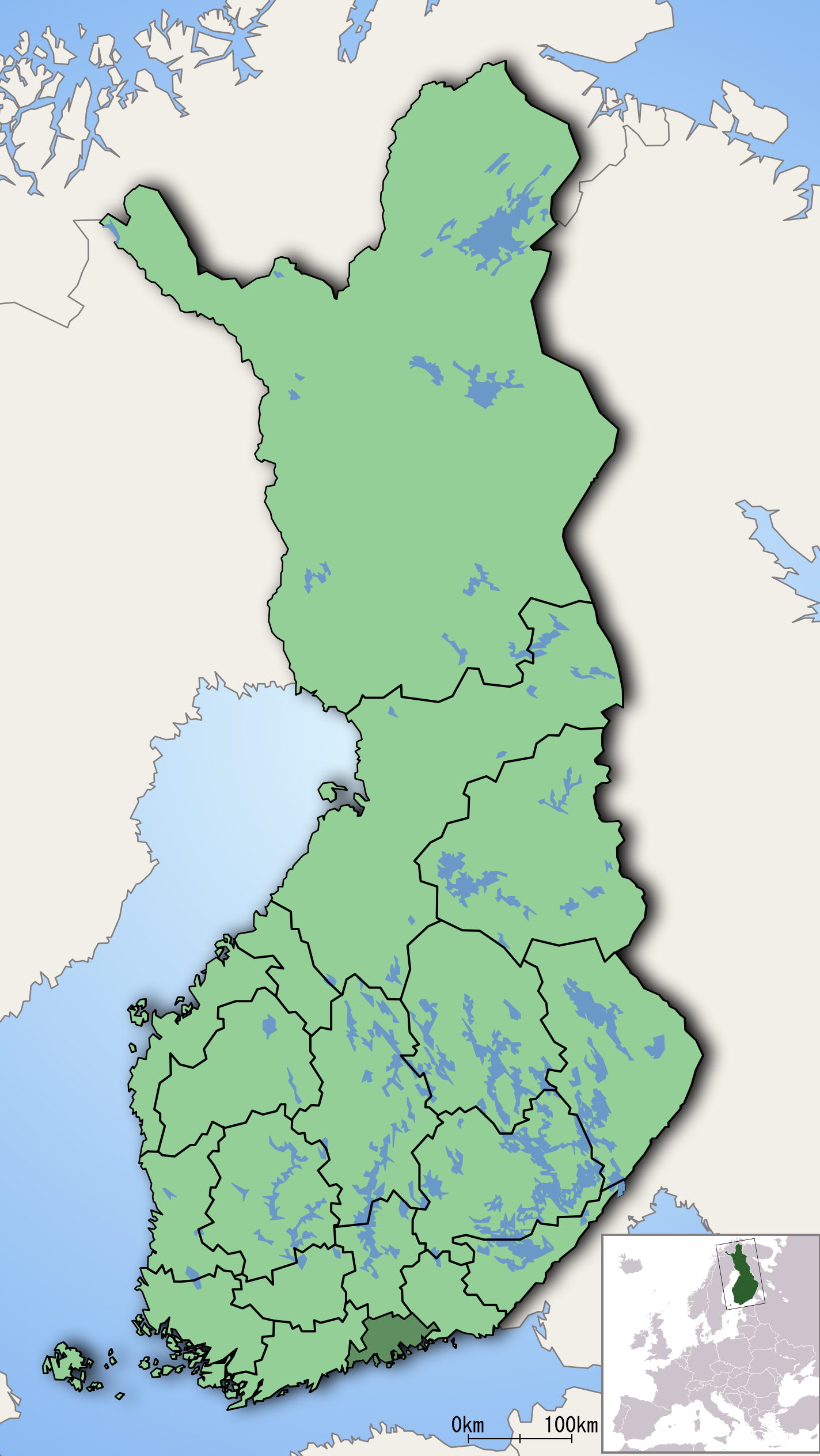
Localisation de l'Uusimaa de l'Est en Finlande.

L'Uusimaa de l'Est, est une ancienne région de Finlande, qui était subdivisée en 10 municipalités.

## Généralités
Les 10 municipalités sont regroupées en 2 sous-régions : Loviisa et Porvoo.
Loviisa et Porvoo ont le statut de villes.
Du point de vue linguistique :
- 6 municipalités sont bilingues finnois/suédois, avec le finnois majoritaire : Lapinjärvi, Loviisa, Myrskylä, Porvoo, Ruotsinpyhtää et Sipoo ;
- 2 municipalités sont bilingues finnois/suédois, avec le suédois majoritaire : Liljendal et Pernå ;
- 2 municipalités sont unilingues finnois : Askola et Pukkila.

## Liste
| Municipalité  | Sous-région | Superficie (km²) | Terres (km²) | Eau (km²) | Population (2009) | Densité (hab./km²) |
| ------------- | ----------- | ---------------- | ------------ | --------- | ----------------- | ------------------ |
| Askola        | Porvoo      | +0218,7          | +0212,44     | +0005,63  | +04 814,          | +0022,66           |
| Lapinjärvi    | Loviisa     | +0339,36         | +0329,9      | +0009,46  | +02 932,          | +0008,89           |
| Liljendal     | Loviisa     | +0119,64         | +0113,67     | +0005,97  | +01 485,          | +0013,6            |
| Loviisa       | Loviisa     | +0092,54         | +0044,45     | +0048,9   | +07 429,          | +0167,13           |
| Myrskylä      | Porvoo      | +0206,36         | +0200,32     | +0006,4   | +02 029,          | +0010,13           |
| Pernå         | Loviisa     | +1 107,7         | +0419,47     | +0687,6   | +03 964,          | +0009,45           |
| Porvoo        | Porvoo      | +2 139,46        | +0654,77     | +1 484,69 | +48 403,          | +0073,92           |
| Pukkila       | Porvoo      | +0145,96         | +0145,1      | +0000,86  | +02 021,          | +0013,93           |
| Ruotsinpyhtää | Loviisa     | +0470,3          | +0276,67     | +0193,36  | +02 902,          | +0010,49           |
| Sipoo         | Porvoo      | +0698,68         | +0339,64     | +0359,4   | +17 995,          | +0052,98           |